# LUX Fight League
LUX Fight Leagueは、メキシコの総合格闘技団体。2017年にジョー・メンドーサによって設立。略称は、LUX。

## ルール
NJSACB制定のユニファイドルールに準拠。ノックアウト（KO）、テクニカルノックアウト（TKO）、サブミッション、判定により勝敗が決する。反則および反則行為により重大なダメージを与えた場合、またはレフェリーがそう判断した場合は失格。故意でない反則およびアクシデントにより試合続行不能となった際に規定のラウンド数まで達していなかった場合、両選手の試合続行不能、ドーピング検査失格はノーコンテストとなる。
タイトルマッチと大会のメインイベントは5分5ラウンド、通常の試合は5分3ラウンドで行われる。判定が引き分けとなっても延長は行われない。ラウンド間のインターバルは1分間であり、ラウンド終了時にはゴングではなくブザーが鳴る。

### 判定
ジャッジによる判定は3人のジャッジがラウンドごとに採点を行い、優勢だった一方の選手に10ポイント、他方の選手に9ポイント以下を付け、各ラウンドのポイントの合計で勝敗を決するラウンドマスト制を採用している。ただし、僅差のラウンドの場合はジャッジが両選手に10ポイントを付けることもあるので、必ず勝敗がつくマストシステムではなく、引き分け裁定もありうる。
判定の呼称には、ユナニマス・デシジョン（Unanimous decision、3-0）、スプリット・デシジョン（Split decision、2-1）、マジョリティー・デシジョン（Majority decision、2-0）、マジョリティー・ドロー（Majority draw、1-0）、スプリット・ドロー（Split draw、1-1）、ユナニマス・ドロー（Unanimous draw、0-0）、テクニカル・デシジョン（故意でない反則およびアクシデントにより試合続行不能となった場合の試合停止時点での判定）、テクニカル・ドロー（テクニカル・デシジョン時の引き分け判定）がある。

## 階級
| 階級         | 重量区分           |
| ------------ | ------------------ |
| ミドル級     | -185.2lbs: -84.0kg |
| ウェルター級 | -169.8lbs: -77.0kg |
| ライト級     | -154.3lbs: -70.0kg |
| フェザー級   | -145.3lbs: -66.0kg |
| バンタム級   | -134.5lbs: -61.0kg |
| フライ級     | -125.7lbs: -57.0kg |
| ストロー級   | -116.8lbs: -53.0kg |